# Крайт чорний
Крайт чорний (Bungarus niger) — отруйна змія з роду Крайт родини Аспідові.

## Опис
Загальна довжина коливається від 80 см до 1,3 м. Голо невелика, пласка, слабко відмежована від тулуба. Очі маленькі. Тулуб кремезний з гладенькою лускою. Наділені 216–231 вентральними щитками та 47—57 підхвостовими щитками. Забарвлення одноколірне — чорне.

## Спосіб життя
Полюбляє лісову місцину, гори. Зустрічається на висоті до 1500 м над рівнем моря. Активний уночі. Харчується дрібними ссавцями, зміями, ящірками, жабами, рибою.
Це яйцекладна змія. Самиця відкладає до 10 яєць.

## Отруйність
Отрута наділена нейротоксина та міотоксина, дуже небезпечна для життя людини. Для запобігання смерті необхідно застосувати протиотруту.

## Розповсюдження
Мешкає у штатах Індії: Ассам, Сіккім, Аруначал-Прадеш, Уттаракханд, Непал, Бангладеш, Бутан.